# Gandawa-Wevelgem 2011
73. edycja wyścigu kolarskiego Gandawa-Wevelgem odbyła się w dniu 27 marca 2011 roku i liczyła 204,5 km. Wyścig figurował w rankingu światowym UCI World Tour 2011.
Zwyciężył Belg Tom Boonen z grupy Quick Step Cicling Team, drugi był Włoch Daniele Bennati, a trzeci Amerykanin Tyler Farrar.
W wyścigu startowali polscy kolarze: Maciej Bodnar z Liquigas-Cannondale był 46., Michał Kwiatkowski z Team RadioShack – 75., a Jarosław Marycz jeżdżący w Saxo Bank Sungard zajął 84. miejsce.

## Uczestnicy
Na starcie tego klasycznego wyścigu stanęło 25 zawodowych ekip.
Lista drużyn uczestniczących w wyścigu:
| Numery  | Kod | Drużyna                 |
| ------- | --- | ----------------------- |
| 1-8     | THR | HTC - Highroad          |
| 11-18   | GRM | Garmin-Cervélo          |
| 21-28   | VCD | Vacansoleil-DCM         |
| 31-38   | QST | Quick Step Cicling Team |
| 41-48   | OLO | Omega Pharma-Lotto      |
| 51-58   | BMC | BMC Racing Team         |
| 61-68   | LEO | Leopard Trek            |
| 71-78   | RAB | Rabobank                |
| 81-88   | SBS | Saxo Bank Sungard       |
| 91-98   | SKY | Procycling Sky          |
| 101-108 | RSH | Team RadioShack         |
| 111-118 | AST | Pro Team Astana         |
| 121-128 | LIQ | Liquigas-Cannondale     |

| Numery  | Kod | Drużyna                      |
| ------- | --- | ---------------------------- |
| 131-138 | KAT | Team Katusha                 |
| 141-148 | A2R | AG2R-La Mondiale             |
| 151-158 | LAM | Lampre ISD                   |
| 161-168 | MOV | Team Movistar                |
| 171-178 | EUS | Euskaltel-Euskadi            |
| 181-188 | LAN | Landbouwkrediet              |
| 191-198 | TSV | Topsport Vlaanderen-Mercator |
| 201-208 | VRW | Verandas Willems-Accent      |
| 211-218 | COF | Cofidis                      |
| 221-228 | FDJ | FDJ                          |
| 231-238 | SKS | Team Skil-Shimano            |
| 241-248 | EUC | Europcar                     |

## Klasyfikacja generalna
| M-ce | Imię i nazwisko  | Kraj              | Drużyna                 | Czas       |
| ---- | ---------------- | ----------------- | ----------------------- | ---------- |
| 1.   | Tom Boonen       | Belgia            | Quick Step Cicling Team | 4h 35' 00" |
| 2.   | Daniele Bennati  | Włochy            | Leopard Trek            | + 0"       |
| 3.   | Tyler Farrar     | Stany Zjednoczone | Garmin-Cervelo          | + 0"       |
| 4.   | André Greipel    | Niemcy            | Omega Pharma-Lotto      | + 0"       |
| 5.   | Lloyd Mondory    | Francja           | AG2R-La Mondiale        | + 0"       |
| 6.   | Mitchell Docker  | Australia         | Team Skil-Shimano       | + 0"       |
| 7.   | Bernhard Eisel   | Austria           | HTC - Highroad          | + 0"       |
| 8.   | Kristof Goddaert | Belgia            | AG2R-La Mondiale        | + 0"       |
| 9.   | Lars Boom        | Holandia          | Rabobank                | + 0"       |
| 10.  | Baden Cooke      | Australia         | Team Saxo Bank-SunGard  | + 0"       |